# Mine Yoshizaki
Mine Yoshizaki (吉崎観音, Yoshizaki Mine) född 2 december 1971 in Isahaya, Nagasaki är en japansk mangatecknare. Han har tidigare varit assisten hos mangatecknaren Katsu Aki.
I Sverige är han mest känd för serien Keroro.

## Mangaserier
- Arcade Gamer Fubuki
- Dragon Quest: Monsters+
- Fanta & Sweat
- Keroro Gunsou
- Keroro Gunsou: Toubetsu Kunren Sengoku Ran Hoshi Dai Battle!
- VS Kishi Ramune & 40 Honou

Han har även designat karaktärerna i animen "Seven of Seven".